# Шесель (Во)
Шесель (фр. Chessel) — громада  в Швейцарії в кантоні Во, округ Егль.

## Географія
Громада розташована на відстані близько 80 км на південний захід від Берна, 29 км на південний схід від Лозанни.
Шесель має площу 3,6 км², з яких на 11% дозволяється будівництво (житлове та будівництво доріг), 62,6% використовуються в сільськогосподарських цілях, 20,7% зайнято лісами, 5,7% не є продуктивними (річки, льодовики або гори).

## Демографія
2019 року в громаді мешкало 428 осіб (+22,3% порівняно з 2010 роком), іноземців було 17,8%. Густота населення становила 121 осіб/км².
За віковим діапазоном населення розподілялося таким чином: 20,1% — особи молодші 20 років, 65% — особи у віці 20—64 років, 15% — особи у віці 65 років та старші. Було 175 помешкань (у середньому 2,4 особи в помешканні).
Із загальної кількості 116 працюючих 85 було зайнятих в первинному секторі, 5 — в обробній промисловості, 26 — в галузі послуг.